# РБК (телеканал)
«РБК» — российский бизнес-телеканал. На нём представлены экономические, финансовые и политические новости Российской Федерации и зарубежных стран; аналитические обзоры, прогнозы и комментарии экспертов; интервью с ведущими политиками и бизнесменами; обзоры деловой прессы; специальные программы, посвящённые актуальным проблемам российского бизнеса и ситуации на российском и международном финансовых рынках. В начале ноября 2012 года Федеральная антимонопольная служба признала телеканал РБК федеральным.
На телеканале работает более пятисот сотрудников. В штате телекомпании — более сорока аналитиков, перешедших из банков и финансовых компаний.

## Зоны вещания
В Российской Федерации телеканал распространяется через кабельных и спутниковых операторов, но при этом смог избежать попадания под принятые летом 2014 года поправки депутата Игоря Зотова, по которым кабельные каналы с 2015 года не могли транслировать рекламу. Произошло это благодаря наличию у РБК эфирной частоты в Новосибирске и Владивостоке.
С 2012 года канал транслируется в Казахстане, Эстонии и Литве через кабельные сети. Другие страны (в частности, Белоруссия, Украина, Грузия и другие) также могли смотреть канал в спутниковом вещании до 2014 года.
7 августа 2014 года Национальный совет Украины по телевидению и радиовещанию запретил ретрансляцию телеканала «РБК-ТВ» в связи с «распространение информационных материалов, содержащих нарушения части первой статьи 2, статьи 28 Закона Украины „Об информации“, части второй статьи 6 Закона Украины „О телевидении и радиовещании“ и части первой статьи 7 Европейской конвенции о трансграничном телевидении». Мониторинг проводился 25, 29 июля, 1 и 4 августа этого года.

## Критика
В начале июня 2014 года в эфире программы «Таманцев. Итоги» в связи с вооружённым конфликтом в Донецкой и Луганской областях выступал председатель Независимого профсоюза горняков Украины Михаил Волынец. В ходе эфира он обвинил Россию в дестабилизации ситуации в регионе поставками оружия и вооружённых людей, и указал на негативное отношение горняков к сепаратистам. В ответ ведущий предложил говорить «о том, что мы знаем конкретно», и упрекнув гостя в «ретрансляции украинских СМИ» прервал видеозвонок в прямом эфире. По оценке российского телекритика Ирины Петровской, поведение Юрия Таманцева «было даже комично в большей степени, чем драматично», также она указала на неприемлемость подобного поведения для ведущего аналитической передачи.

### Обвинения в цензуре
27 октября 2014 года глава МИД Украины Павел Климкин дал интервью журналистке телеканала Марии Строевой. Однако из 20 минутной записи РБК-ТВ в своём эфире продемонстрировало всего лишь менее трёх минут, посвящённых газовым отношениям 2 стран. Российское СМИ оставило за бортом позицию министра по вопросам аннексии Крыма и войны в Донбассе, членству своей страны в НАТО и СНГ. Факт существенного сокращения интервью подтвердила сама Мария Строева, отметившая, что сам министр говорил по-русски. Гендиректор телеканала Александр Любимов заявил, что в интервью якобы было «мало смысла», и, что: «дали всё, что было. Мы и российским политикам на канале стараемся не давать заниматься обычным политическим враньём». В итоге МИД Украины на своём канале в YouTube опубликовал полную версию интервью. По оценке посла по особым поручениям МИД Украины Дмитрия Кулебы, «на РБК-ТВ страх победил смысл. Лучшей иллюстрации к телекартинке „Свобода слова в России“ и намеренно не придумаешь».
В апреле 2015 года Александр Любимов подтвердил существование на его телеканале «чёрных списков», единственным фигурантом которого на тот момент был оппозиционный политик Борис Немцов. Причиной стала его критика президента РФ Владимира Путина, с которым Любимов, по собственным словам, «соотносится как с субъектом власти. И личные выпады для эфира нашего канала, они невозможны».
В октябре 2022 года провластный военный эксперт Руслан Пухов перед началом программы «Что это значит» по случайности заявил, что Россия использует на войне в Украине иранские беспилотники. В последующем разговоре поставки Ираном беспилотников России не упоминались. Записи передачи, в отличие от многих других выпусков «Что это значит», в соцсетях РБК не появилось.

## Программы
В скобках обозначены предыдущие названия передач:
- «AutoNews» («Автоновости») (с 2004)
- «Бизнес-вектор» (с 2017) (ранее на «России-24»)
- «Главные новости» («Новости») (с 2003)
- «Облигации. Главное»
- «День. Главное» («Деловой день») (c 2018)
- «Рынки. Сейчас» (Рынки, Финансовые новости, Рынок онлайн) (с 2003)
- «Сделано в России» (с 2014)
- «Специальный репортаж» (с 2017)
- «Спорт»
- «Спорт. Ставки. События» (с 2019)
- «#ЧЭЗ. Что это значит?» (с 2017)
- «Инсайт» (с 2022)
- «Таманцев. В итоге» (с 2025)
- «Погода» (с 2003)

### Бывшие в трансляции
- «Accelerate (Ускорение)»
- «AutoNews Эксперт» (2006—2009)
- «C-News» (2003—2010)
- «C-News: Технологии будущего» (2003—2010)
- «Global 3000» (2011—2012)
- «Pretenders»
- «Адреналин»
- «Азбука инвестора» (2005—2010)
- «Афиша» (2015—2019)
- «Бабич. Тренд» / «Бабич. Тренд недели» (2013—2018)
- «Бизнес в движении» (2013—2014)
- «Бизнес-лига» (2013)
- «Бизнес-стиль» (2003—2017)
- «Бизнес с высоким IQ» (2013)
- «Богданов в курсе» (2013—2016)
- «Босс под прикрытием» (2018—2019)
- «В фокусе» (ведущие Игорь Виттель, Сергей Ильин) / «Форум» / «Дебаты» (2004—2012)
- «В форме»
- «Виттель» / «Виттель. Обозреватель» (2012—2016)
- «Всё сначала»
- «Выходные на колёсах» (ранее на телеканалах «Звезда» и «ТВ Центр») (2013—2014)
- «Герои открытых рынков» (2011)
- «Герои РБК» (2017—2018)
- «Глобальный взгляд» (2004—2013)
- «Госдеп 2» с Ксенией Собчак (выпуск с сайта snob.ru) (2012—2013)
- «Город» (2019)
- «Гражданин поэт»
- «Гражданин президент». Ведущий — Андрей Васильев (2012)
- «Делай дело» (2013)
- «Деловая литература» (2003—2006)
- «Деловое утро» (2013—2015)
- «Демидович. Реальная экономика» (2015—2017)
- «Деньги. Тактика» (2016—2017)
- «Диалог» / «Актуальное интервью» (2005—2012)
- «Династии»
- «Дневник спекулянта» (2012)
- «Документальные истории на РБК» (2010—2012)
- «Зарубежный бизнес» (2011)
- «Звёздная пыль» (2005—2012)
- «Звёздные войны» (2009—2011)
- «Золотая лихорадка» (2014—2016)
- «Игра богов» (2012—2013)
- «Интерактивный выпуск» (2006—2011)
- «Интрига года» (2003—2011)
- «Истории дня» (2017)
- «Интрига дня» (2003—2011)
- «Интрига недели» (2003—2011)
- «Ирина Прохорова. Система Ценностей» (2012—2015)
- «Капитал» (2003—2015)
- «Киносфера» (2008)
- «Книжный лес» (2013)
- «Компании»
- «Кучер. Специальный эфир» (2017)
- «Левченко. Ракурс» (2015—2018)
- «Мегазаводы» (2018)
- «Миллиардеры с Павлом Демидовичем» (2017)
- «Мир гурмана» (2013—2014)
- «Наши деньги» (2007—2010)
- «Наши деньги. Интерактив» (2009—2010)
- «Недвижимость»
- «Новая экономика с Кириллом Токаревым» (2016—2017)
- «Новости компании» (2004—2011)
- «Новости. Отрасли» (2015—2017)
- «Облигации. Ликбез» (2020)
- «Общество потребления с Юлией Прохоровой» (2017—2018)
- «Отдых и туризм» (2010—2012)
- «Персона» (2004—2008)
- «Персона в бизнесе» (2012—2013)
- «Планета красоты» (2012—2014)
- «Покупки с Кирой Альтман» (2014—2016)
- «Прямой эфир с Савиком Шустером»[13] (2011)
- «Реклама. Секретные материалы» (позже один выпуск вышел на НТВ) (2014)
- «Рекламная пауза» (2004—2008)
- «Рынки. Позиция» (2015—2018)
- «Салон» (2008—2010)
- «Сказания о еде» (2013)
- «Спиридонова. Обозреватель»[14] (2013—2015)
- «Спорт как бизнес» (2015—2017)
- «Спорт с Василием Уткиным» (2017—2018)
- «Сфера интересов» / «Тематическая беседа» (2005—2012)
- «Таманцев. Итоги» (2013—2016)
- «Токарев. Дело» (2015—2016)
- «Формула скорости» (2006—2007)
- «Формула успеха»
- «Хрупова. Лидеры рынка» (2015—2017)
- «Что сегодня на ужин?» (2014—2015)
- «Шоу по тарифу» (2016)
- «Экспо»
- «#TV_GRAM» (2018—2020)
- «#РБК» (2015—2018)
- «РБК. Рынки» (сейчас — Рынки. Сейчас, Рынки. Утро)
- «Стартап» (2017-2022)

### Короткие рубрики
- «Вопрос дня» (2006—2012)
- «Из золотой коллекции РБК» (2003—2007)
- «Курсы валют» (с 2003)
- «Макроэкономическая статистика» (2011—2012)
- «Мир сегодня. Без комментариев» (2012)
- «Назначения и отставки» (2007—2009)

## Вещание
На телеканале совмещены две концепции вещания — новостная и аналитическая. Предусмотрено утреннее вещание (блок утренних программ), дневное вещание (более аналитическое) и вечернее вещание (новости, итоги дня). Информационная политика телеканала соответствует редакционной политике СМИ, входящих в группу компаний РБК.
Вещание осуществляется главным образом кабельными, спутниковыми сетями и через Интернет (на сайте РБК-ТВ). 
24 сентября 2012 года РБК-ТВ начал вещать в широком формате (16:9).

## Зрительская аудитория
Согласно социологическим исследованиям, зрители телеканала РБК — это люди в возрасте 6—55 лет, с высшим образованием и доходами выше среднего. В деловой и финансовой информации прежде всего заинтересованы руководители высшего и среднего звена, сотрудники банков, инвестиционных компаний, фондов, бирж, аудиторских и консалтинговых компаний, журналисты, представители федеральных и региональных государственных структур и органов, российские предприниматели и иностранные топ-менеджеры, специалисты и бизнесмены, а также студенты экономических вузов и частные инвесторы.
По данным отраслевого доклада Федерального агентства по печати и массовым коммуникациям (Роспечать), основанным на результатах исследований компании TNS Gallup Media, ежемесячный охват аудитории телеканала в 2014 году составлял 22 706 тыс. человек, в 2015 году — 20 015 тыс. человек.

## Руководство

### Генеральные директора
- Артём Инютин (2003—2011)
- Александр Любимов (2011—2014)
- Глеб Шагун (2014—2016)[16]
- Тимофей Щербаков (с 2016)

### Управляющие директора
- Глеб Шагун (2011—2014)
- Елизавета Осетинская (2015—2016)
- Эльмар Муртазаев (2016—2017)[17]
- Игорь Полетаев (2017—2018)[18]
- Илья Доронов (с июля 2018)[19]

### Исполнительные директора
- Олег Борисовский (с 2003)

### Заместители генерального директора
- Константин Колпаков (2003—2010)

### Главные редакторы
- Михаил Ермолаев (2003—2010)
- Анна Уварова (2010—2012)
- Александр Любимов (2012—2013)
- Андрей Реут (2013—2015)[20]

В сентябре 2016 года по приглашению Эльмара Муртазаева генеральным продюсером телеканала стал Александр Богомолов, в прошлом работал шеф-редактором Forbes.ru и заместителем главного редактора дирекции прямых трансляций «Матч ТВ». Креативным продюсером стал Александр Уржанов, работавший креативным продюсером и шеф-редактором программы «Центральное телевидение» на НТВ. Директором по продукту стал Игорь Садреев, бывший шеф-редактором «Центрального телевидения» и главредом интернет-изданий The Village и журнала Esquire. Данная команда проработала на канале в течение 9 месяцев, до июля 2017 года, когда холдинг РБК перешёл под контроль Григория Берёзкина. После этого Уржанов и Садреев вместе с ушедшим журналистом Родионом Чепелем основали студию «Амурские волны», где производят документальные программы и фильмы для телеканалов и цифровых платформ.

### Региональные ретрансляторы
- ТВ Обнинск (27 ТВК);
- Эврика (30 ТВК, Железногорск, Красноярский край);
- РБК Новосибирск (21 ТВК).